# Armáda stínů
Armáda stínů (originální francouzský název L'Armée des ombres) je francouzské filmové drama z roku 1969, které režíroval Jean-Pierre Melville podle vlastního scénáře na základě stejnojmenného románu Josepha Kessela. Hlavní roli temného filmu o fungování francouzského odboje během druhé světové války ztvárnil Lino Ventura.

## Obsazení
| Lino Ventura        | Philippe Gerbier                 |
| Simone Signoretová  | Mathilde                         |
| Paul Meurisse       | Luc Jardie                       |
| Jean-Pierre Cassel  | Jean-François Jardie             |
| Paul Crauchet       | Félix Lepercq                    |
| Christian Barbier   | Guillaume Vermesch alias „Bizon“ |
| Claude Mann         | Claude Ullman alias „Maska“      |
| Alain Libolt        | Paul Dounat                      |
| Alain Mottet        | velitel tábora                   |
| Alain Decock        | Legrain                          |
| Serge Reggiani      | holič                            |
| Georges Sellier     | plukovník Jarret du Plessis      |
| Marco Perrin        | Octave Bonnafous                 |
| Hubert de Lapparent | lékárník Aubert                  |
| Jean-Marie Robain   | baron de La Ferté-Talloires      |
| André Dewavrin      | plukovník Passy                  |
| Jeanne Pérez        | Marie                            |
| Albert Michel       | četník                           |
| Denis Sadier        | lékař gestapa                    |